# Championnat du Chili de football 1947
Navigation
Saison précédente Saison suivante
La saison 1947 du Championnat du Chili de football est la quinzième édition du championnat de première division au Chili. Les treize meilleures équipes du pays sont regroupées au sein d'une poule unique, où elles s'affrontent deux fois, à domicile et à l'extérieur; à l'issue de la compétition, il n'y a ni promotion, ni relégation.
C'est le club de Colo Colo qui remporte la compétition, après avoir terminé en tête du classement final, avec sept points d'avance sur le tenant du titre, Audax Italiano et onze sur un duo composé du CF Universidad de Chile et de l'Unión Española. C'est le cinquième titre de champion du Chili de l'histoire du club, qui dépasse le Deportes Magallanes au nombre de trophées et devient le club le plus titré du pays.
Le championnat comporte un intérêt supplémentaire puisque le vainqueur obtient le droit de représenter le pays lors du Championnat sud-américain des clubs champions de football, compétition internationale qui rassemble les différents champions des nations d'Amérique du Sud. Cette compétition est d'ailleurs organisée à l'initiative du champion, Colo Colo et aura lieu au début de l'année 1948 à Santiago du Chili.

## Clubs participants
- Deportes Magallanes
- Colo Colo
- Santiago Badminton FC
- CF Universidad de Chile
- Unión Española
- Santiago Wanderers
- Club Deportivo Social y Cultural Iberia
- CD Universidad Católica
- Audax Italiano
- CD Santiago Morning
- CD Green Cross
- Santiago National FC
- CD Everton de Viña del Mar

## Compétition
Le barème utilisé pour établir le classement est le suivant :
- Victoire : 2 points
- Match nul : 1 point
- Défaite : 0 point

### Classement
| Rang | Équipe                                  | Pts | J  | G  | N | P  | Bp | Bc | Diff |
| ---- | --------------------------------------- | --- | -- | -- | - | -- | -- | -- | ---- |
| 1    | Colo Colo                               | 38  | 24 | 16 | 6 | 2  | 48 | 21 | +27  |
| 2    | Audax Italiano T                        | 31  | 24 | 14 | 3 | 7  | 56 | 38 | +18  |
| 3    | CF Universidad de Chile                 | 27  | 24 | 11 | 5 | 8  | 44 | 34 | +10  |
| 4    | Unión Española                          | 27  | 24 | 11 | 5 | 8  | 55 | 43 | +12  |
| 5    | CD Universidad Católica                 | 26  | 24 | 9  | 8 | 7  | 47 | 39 | +8   |
| 6    | Santiago Wanderers                      | 25  | 24 | 10 | 5 | 9  | 46 | 45 | +1   |
| 7    | Santiago Badminton FC                   | 24  | 24 | 9  | 6 | 9  | 48 | 42 | +6   |
| 8    | Deportes Magallanes                     | 23  | 24 | 8  | 7 | 9  | 49 | 50 | -1   |
| 9    | CD Green Cross                          | 23  | 24 | 10 | 3 | 11 | 45 | 51 | -6   |
| 10   | Santiago National FC                    | 19  | 24 | 8  | 3 | 13 | 49 | 64 | -15  |
| 11   | CD Santiago Morning                     | 17  | 24 | 7  | 3 | 14 | 39 | 49 | -10  |
| 12   | Club Deportivo Social y Cultural Iberia | 16  | 24 | 7  | 2 | 15 | 29 | 47 | -18  |
| 13   | CD Everton de Viña del Mar              | 16  | 24 | 7  | 2 | 15 | 35 | 67 | -32  |

|  | Champion du Chili 1947 Qualification pour le Championnat sud-américain des clubs champions de football |
|  | T : Tenant du titre                                                                                    |

## Bilan de la saison
| Championnat du Chili de football 1947                     |                      |
| Champion                                                  | Colo Colo (5e titre) |
| Qualifications continentales                              |                      |
| Championnat sud-américain des clubs champions de football | Colo Colo            |
| Promotions et relégations                                 |                      |
| Promus en Primera División                                | Aucun                |
| Relégués en Segunda División                              | Aucun                |